# Чупіно (Іскітимський район)
Чупіно (рос. Чупино) — присілок у Іскітимському районі Новосибірської області Російської Федерації.
Входить до складу муніципального утворення Улибинська сільрада. Населення становить 228 осіб (2010).

## Історія
Згідно із законом від 2 червня 2004 року органом місцевого самоврядування є Улибинська сільрада.

## Населення
| 2002 | 2007 | 2010 |
| ---- | ---- | ---- |
| 266  | ↘256 | ↘228 |